# 詹金斯高地
74°48′S 114°20′W / 74.800°S 114.333°W
詹金斯高地（英語：Jenkins Heights）是南極洲的冰坡，位於瑪麗伯德地的巴庫蒂斯海岸，面積65平方公里，海拔高度超過500米，處於麥克林頓冰川以南和布雷山以西，現時由南極條約體系管理。